# Radarska astronomija
Radarska astronomija je dio radio astronomije koji uključuje aktivno istraživanje tijela Sunčeva sustava s pomoću radara; mjerenjem vremena potrebnoga za povrat radio vala koji se odrazio od ispitivanoga nebeskog tijela, kao i mjerenjem jakosti i polarizacije odraženoga radio vala. Razvijen u Drugom svjetskom ratu, radar je u astronomiji najprije bio upotrijebljen za točno mjerenje Mjesečeve udaljenosti (madžarski i američki astronomi 1948.), njegova gibanja, te za praćenje meteorskih tragova. Otkriveni su dnevni meteorski rojevi i ustanovljeno je da svi meteori pripadaju Sunčevu sustavu. Nadalje, određivane su udaljenosti planeta, periodi njihove vrtnje (prvo točno mjerenje Merkurova i Venerina perioda vrtnje), dimenzije, reljefne značajke i svojstva tala na površinama planeta. Radari i radarski visinomjeri postavljani su na mnogim svemirskim letjelicama. Do sada su tako ispitivani Venera i Mars, sateliti Jupitera i Saturna, te neki asteroidi ili planetoidi.
Radarska astronomija je tehnika promatranja obližnjih nebeskih tijela odražavajući mikrovalove od ciljanih objekata i analizirajući refleksije. Ovo se istraživanje provodi već šest desetljeća. Radarska astronomija razlikuje se od radioastronomije po tome što je potonje pasivno promatranje, a prvo aktivno. Radarski sustavi korišteni su za širok raspon studija Sunčevog sustava. Nadograđeni objekti, povećana snaga primopredajnika i poboljšani uređaji povećali su promatračke mogućnosti. 
Radarske tehnike daju informacije nedostupne drugim sredstvima, poput ispitivanja opće relativnosti promatranjem Merkura i pružanjem točne vrijednosti astronomske jedinice. Radarske slike pružaju informacije o oblicima i površinskim svojstvima čvrstih tijela, koja se ne mogu dobiti drugim tehnikama na tlu. 
Oslanjajući se na snažne zemaljske radare (do jednog MW ), radarska astronomija u stanju je pružiti izuzetno točne astrometrijske informacije o strukturi, sastavu i kretanju tijela Sunčevog sustava. To pomaže oblikovanju dugoročnih predviđanja utjecaja asteroida i Zemlje, kao što ilustrira nebesko tijelo 99942 Apopis. Konkretno, optička promatranja mjere gdje se tijelo pojavi na nebu, ali ne može mjeriti udaljenost s velikom točnošću (oslanjanje na paralaksu postaje teže kad su predmeti mali ili slabo osvijetljeni). Radar, s druge strane, izravno mjeri udaljenost do tijela (i koliko se brzo mijenja). Kombinacija optičkih i radarskih promatranja obično omogućava predviđanje putanja (orbita) barem desetljećima, a ponekad i stoljećima u budućnost. 
Razvoj radioastronomije te izgradnja velikih radioteleskopa omogućili su radarska promatranja površine planeta. Odbijanjem radiovalova i proučavanjem njihovih karakteristika moglo se doći do zaključka o grubosti površine, to jest da li je prekrivena finim pijeskom ili krupnim stijenama, te opaziti topografiju terena. Grubost površine je posebno važan podatak jer je potrebna prilikom odabira mjesta slijetanja budućih landera, pogotovo kod Marsa i Venere. Postoje dva radarska astronomska postrojenja koja su u redovnoj upotrebi, planetarni radar Arecibo i radar Sunčevog sustava Goldstone. 

## Prednosti
Prednosti radarske astronomije su:
- upravljanje atributima signala (to jest valna vremensko/frekventna modulacija i polarizacija);
- razlučuje predmete u prostoru;
- precizno mjerenje uz kašnjenje Dopplerovog učinka (crveni ili plavi pomak);
- prodire gdje vidljiva svjetlost ne može;
- osjetljivost na visoke koncentracije metala ili leda.

## Nedostaci
Maksimalni radarski domet u astronomiji je ograničen na Sunčev sustav. To je zato što se jačina signala strmoglavo smanjuje što je veća udaljenost do nebeskog tijela, malim udjelom padajućeg toka koji se odražava na tijelo i ograničenom snagom odašiljača. Udaljenost na kojoj radar može otkriti nebesko tijelo proporcionalan je kvadratnom korijenu veličine tijela zbog ovisnosti o jakosti odjeka između jednog i više od udaljenosti do četvrtog. Radar može otkriti nešto oko 1  km preko velikog dijela udaljenosti od 1 AJ, ali za 8 - 10 AJ, udaljenost do Saturna, potrebni su nam ciljevi širine najmanje stotine kilometara. Također je potrebno imati relativno dobre efemeride (astronomske tablice) nebeskih tijela prije nego što ga promatramo. 

## Povijest
Mjesec je relativno blizu i vrlo brzo je počelo istraživanje Mjeseca radarom ubrzo nakon pronalaska tehnike 1946. Mjerenja su uključivala površinsku hrapavost i kasnije mapiranje sjenovitih područja u blizini polova. Mjerenjem udaljenosti laserom (lidarom), zraka kojega se odbija od zrcala što su ga na Mjesecu postavili astronauti Apolla 11, ustanovljeno je da se Mjesec prosječno godišnje udaljava od Zemlje 3,8 cm. Na temelju toga opažanja postavljena je hipoteza da je Mjesec nastao sudarom Zemlje s planetoidom veličine Marsa prije više milijardi godina, te da će se, iako gravitacijski vezan za Zemlju, i dalje udaljavati. Takav postanak Mjeseca može objasniti sličnost njegova geološkog sastava sa sastavom Zemlje.
Sljedeća najlakša meta je Venera. To je bila meta od velike znanstvene vrijednosti, jer je mogla pružiti nedvosmislen način za mjerenje veličine astronomske jedinice, koja je bila potrebna za početno polje međuplanetarne svemirske letjelice. Uz to su takve tehničke sposobnosti imale veliku vrijednost odnosa s javnošću i izvrsna su demonstracija agencijama za financiranje. Dakle, postojao je znatan pritisak da se izvuče znanstveni rezultat iz slabih i bučnih podataka, što je postignuto teškom naknadnom obradom rezultata, koristeći očekivanu vrijednost da bi se znalo gdje treba tražiti. To je dovelo do ranih potraživanja (od Lincoln Laboratorija, Zvjezdarnice Jodrell Bank i Vladimira A. Kotelnikova iz SSSR-a), za koje se sada zna da su netočni. Svi su se oni međusobno složili oko uobičajene vrijednosti AJ u to vrijeme, 149 467 000 km .
Prvo nedvosmisleno otkrivanje Venere radarom JPL je napravio 10. ožujka 1961. JPL je uspostavio kontakt s planetom Venerom koristeći planetarni radarski sustav od 10. ožujka do 10. svibnja 1961. Koristeći podatke o brzini i rasponu, nova vrijednost od 149598 500 ± 500 km je utvrđena za astronomsku jedinicu.  Nakon što se utvrdila točna vrijednost, ostale su skupine otkrile odjeke u svojim arhiviranim podacima koji su odgovarali tim rezultatima.  
Slijedi popis planetarnih tijela koja su promatrana na ovaj način: 
- Merkur - poboljšana vrijednost za promatranu udaljenost od zemlje (test opće teorije relativnosti). Rotacijsko razdoblje, libracija, kartiranje površine, polarna područja.
- Venera - prva radarska detekcija 1961. Period rotacije, bruto površinska svojstva. Misija Magellan kartirala je cijeli planet pomoću radarskog visinomjera.
- Zemlja - brojni radari u zračnim i svemirskim brodovima kartirali su cijeli planet, u različite svrhe. Jedan primjer je Space Shuttle radarska topografska misija, koja je preslikala velike dijelove Zemljine površine u rezoluciji 30 m.
- Mars - Kartiranje površinske hrapavosti iz zvjezdarnice Arecibo. Misija Mars Express nosi radar koji prodire kroz zemlju.
- Jupiterov sustav - Galilejanski mjeseci.
- Saturnov sustav - Prsteni i Titan iz zvjezdarnice Arecibo, mapiranje Titanove površine i promatranja ostalih mjeseca sa svemirske letjelice Cassini.

## Asteroidiikometi
Radar pruža mogućnost proučavanja oblika, veličine i stanja vrtnje asteroida i kometa sa Zemlje. Radarsko snimanje proizvelo je slike razlučivosti (rezolucije) do 7,5 metara. Uz dovoljno podataka može se izdvojiti veličina, oblik, okretanje i radarski albedo ciljanih asteroida. Pomoću radara je proučavano samo 19 kometa,  uključujući 73P/ Schwassmann-Wachmann. Od 2016. zabilježena su radarska opažanja 612 Zemlji bliskih asteroida i 138 asteroida glavnog pojasa. Do 2018. to je naraslo na 138 asteroida glavnog pojasa, 789 Zemlji bliskih asteroida, također u to vrijeme opaženih 20 kometa. Mnoga nebeska tijela su promatrana tijekom bliskog preleta pored Zemlje. 

## Teleskopi
- Zvjezdarnica Arecibo
- Goldstone kompleks dubokih svemirskih komunikacija
- RT-70
- Pluton (kompleks)
- Duboka svemirska mreža

## Poveznice
- Radar
- 6489 Golevka
- 4179 Toutatis
- 216 Kleopatra

## Vanjske poveznice
- Kako radio teleskopi dobivaju slike asteroida  Arhivirana inačica izvorne stranice od 25. siječnja 2012. (Wayback Machine)
- Planetary Radar at Arecibo Observatory. NAIC. Inačica izvorne stranice arhivirana 14. svibnja 2008. Pristupljeno 15. svibnja 2008.
- Goldstone Solar System Radar. JPL. Inačica izvorne stranice arhivirana 21. listopada 2010. Pristupljeno 28. rujna 2010.
- Dr. Steven J. Ostro. 2007. JPL Asteroid Radar Research. Caltech. Pristupljeno 15. svibnja 2008.
- Radar Astronomy and Space Radio Science. Pristupljeno 15. svibnja 2008.
- Dr. Jean-Luc Margot. Introduction to Asteroid Radar Astronomy. UCLA. Pristupljeno 2. kolovoza 2013.
- DVOJNI I TROJNI ASTEROIDI U BLIZINI ZEMLJE KOJI SU OTKRIVENI RADAROM  Arhivirana inačica izvorne stranice od 18. veljače 2020. (Wayback Machine)